# Podeželska zdravnica
Podeželska zdravnica je avtobiografski roman Ruže Vreg (1924–1994) iz leta 1984, v katerem avtorica opiše niz spominov na svoje delo zdravnice.

## Vsebina
Pisateljica ni samo opravljala svojega zdravniškega poklica, ampak je za sočloveka žrtvovala vse svoje življenje. Ni ji bilo mar ne dneva ne noči za bdenje ob trpečem bolniku. Po študiju medicine je odšla v službo v oddaljene vasi in hribovite predele Goričkega v Prekmurju, kjer je morala do bolnika pešačiti v strm hrib skupaj z medicinsko sestro.
Imela je dva psa po imenu Kala in Čazi. Moža so ji ubili sovražniki v partizanih ter mu odsekali roko. Imela sta hčer, po imenu Tijana. Rodila jo je pri sedemnajstih letih. Ni smela poznati očeta zaradi partizanov. Njen drugi mož je bil komunikolog France Vreg. Z medicinsko sestro Marušo sta odprli ambulanto v Martinju. Martinjčani so pripeljali dve sedežni, mize, stole, omaro in nastala je ambulanta. Bila je tudi pomočnica veterinarju.
Kot zdravnica je pri oblastnikih doživljala mnogo nerazumevanja za svoje delo. Ljudje so jo obtoževali za njena humana dejanja. Mnogokrat je ubogemu človeku na Goričkem izpisala recept kar na ime nekega kmeta, ki je imel zavarovanje in zaradi tega jo je zdravstvena birokracija obtoževala in tožila.
Z bolečino in upanjem v srcu je hodila po slovenski zemlji. Od Goričkega do hribovitega Kozjanskega, kjer je v snegu in ledu hodila na visoko pobočje Vetrnika, da je prišla do prizadetega partizanskega invalida in mu vlivala upanje in vero v življenje.

## O Ruži Vreg
Ruža Vreg je v Kozjem delovala v letih 1971–1975. Njena naloga je bila odkrivanje raka, varstvo dojenčkov in nosečnic, zdravstveno varstvo ostarelih in socialno ogroženih prebivalcev, redni sistematski pregledi šoloobveznih otrok, uvajanje dispanzerske metode dela in organizacija prvega dispanzerja za borce v šmarski občini; dve leti je vsako nedeljo dopoldne delala v ambulanti na Vetrniku v improvizirani ambulanti, vodila svetovalnico za diabetike, alkoholike in socialno prizadete družine, redno pregledovala delavce, bila zdravnica nogometnega kluba »Kozje«, predavateljica o prvi pomoči na tečajih Rdečega križa (za voznike) in osemurnih tečajev v okviru splošnega ljudskega odpora (SLO). Od junija 1975 do konca leta 1979 je delala v Atomskih toplicah Podčetrtek.

## Izdaje romana
- Murska Sobota: Pomurska založba, 1984
- Murska Sobota: Pomurska založba, 1984, druga izdaja
- Murska Sobota: Pomurska založba, 1985, tretji natis

## Iz ocen
In se spomnim na Ružo Vreg, na skromno in zateženo (res, ni bila "lahka" v odnosih do ljudi, pač pa zelo zahtevna in posebna) podeželsko zdravnico, ki je bila pripravljena za svoje bolnike narediti "vse". /…/ Že dolgo je, kar sem brala njeno knjigo Podeželska zdravnica, a posebej pogosto se spomnim na to, kako je upala goljufati državo,  ja, Jugoslavijo je okrog prinašala. Marsikaj ni bilo v Jugoslaviji urejeno in kakšni ljudje niso mogli do zdravnika ali pa zdravil - ker niso imeli denarja, ker niso imeli urejenega zdravstvenega zavarovanja. Tedaj tudi mnogi kmetje niso mogli plačati prispevkov za zdravstveno zavarovanje. In kaj je naredila dr. Vregova? Kakšnega svojega zdravega "bolnika", ki je bil zdravstveno zavarovan, je prosila, če dovoli, da zdravi nekoga drugega na njegovo izkaznico. Napisala je recept na ime nekega zdravega "bolnika" - in dala zdravila bolnemu revežu. Tako je tudi čez 30 Romov zdravila na 2 zdravstveni izkaznici. /…/ Vem, goljufija je goljufija, a vendar niso goljufije enake. V resnici bi moralo biti v državi res poskrbljeno za ljudi. (Ana Kos)
Mar to, da sem se dokopala do spoznanja, da ni morale in etike v medicini, ni je v novinarstvu, ni je v odvetništvu, ni je v gradbeništvu, morala in etika počivata in živita samo v posamezniku. (Ruža Vreg)
Lahko zapišem o, da je Ruža Vreg, ustvarjalka romana „Podeželska zdravnica ” ,ki je izšel pri Pomurski založbi, strnila bogato človeško izkustvo in dragocena spoznanja v zanimivo pripoved, ki to pisateljico amaterko uvršča med boljša ženska peresa slovenske književnosti. (Milan Markelj)
Tekst sem prebral v enem, napeto, z zanimanjem in radovednostjo... Spis (ne vem, kam bi ga razvrstil) je gotovo močan, neposreden, izpoveden, napisan - to se čuti - iz notranje potrebe. V tem je njegova sila... Avtoričina izpoved mi je razkritje, tako v njenem vračanju v preteklo kakor tudi glede na dogodke iz komaj minulega obdobja. Prepričan sem, da bo prav tako neposredno sprejel Podeželsko zdravnico tudi najširši krog bralcev, ne glede na tradicionalno zanimanje beroče javnosti za opise zdravniškega življenja in njegovih razpotij... (Janez Milčinski)

## Ocene romana
- Janez Milčinski. Delo 19. 7. 1984. 10. dLib
- Ciril Zlobec. Delo 19. 7. 1984. 10. dLib
- Jože Fistrovič. Delo 19. 7. 1984. 10. dLib
- Milan Vincetič. Delo 2. 8. 1984. 8. dLib
- Milan Markelj. Dolenjski list 9. 8. 1984. dLib
- Darinka Soban. Delo 20. 12. 1984. 14. dLib
- Stane Kavčič. Dnevnik in spomini 111/112 (1988). 501–502. dLib
- Jože Šifrer. Pisatelji in knjige. Maribor: Obzorja, 1988. 219–220.
- Meta Kušar. Sodobnost 7/8 (2001). dLib
- Ana Kos. Zlorabe v zdravstvu - skrb za lastno rit ali pa za druge (Ruža Vreg): Podeželska zdravnica. 2014. publishwall.si